# 鹦哥岭树蛙
鹦哥岭树蛙（学名：Zhangixalus yinggelingensis）一种于中华人民共和国海南岛鹦哥岭发现的两栖动物，隶属于树蛙科张树蛙属。其种加词“yinggelingensis”意为“鹦哥岭的”。

## 形态特征
鹦哥岭树蛙模式标本雄蛙体长43.4毫米。皮肤较光滑。背面绿色，有少许小白点；体侧白色；腹面黄色。

## 保护
本种于2023年被收录入《有重要生态、科学、社会价值的陆生野生动物名录》。